# Blommersia galani
A Blommersia galani a kétéltűek (Amphibia) osztályába, a békák (Anura) rendjébe és az aranybékafélék (Mantellidae) családjába tartozó faj.

## Nevének eredete
Nevét Pedro Galán tiszteletére kapta.

## Előfordulása
Madagaszkár endemikus faja. A sziget keleti részén, a Sainte-Marie-szigeten, valamint Tampolo és Foulpointe környékén honos.

## Megjelenése
Kis méretű békafaj, a megfigyelt 21 hím hossza 19–24,2 mm, a két nőstényé 20,8–24,3 mm volt.

## Természetvédelmi helyzete
A vörös lista a nem veszélyeztetett fajok között tartja nyilván.